# Amphichaetodon
Amphichaetodon Burgess, 1978 è un genere di pesci d'acqua salata, appartenenti alla famiglia Chaetodontidae.

## Distribuzione e habitat
Entrambe le specie sono originarie del Pacifico sudorientale, dove vivono nelle acque basse delle barriere coralline.

## Descrizione
Le dimensioni variano dai 14 cm di Amphichaetodon melbae ai 18 cm di A. howensis.

## Specie
Il genere comprende 2 specie:
- Amphichaetodon howensis
- Amphichaetodon melbae